# William Tomison
William Tomison (South Ronaldsay (Orkney), 1740-South Ronaldsay, 26 mars 1829) est un marchand et explorateur écossais.

## Biographie
Entré dans la Compagnie de la Baie d'Hudson en 1760, il demeure sept années à Fort York. En 1766-1767, il dirige une expédition dans l'intérieur, explorant la zone des lacs Winnipeg, Saint-Martin et Manitoba. 
Responsable du commerce avec les terres intérieures (1785), il est à l'origine de la création de nombreux forts comme Buckingham House ou Fort Edmonton. En 1803, il mène encore une expédition dans la région d'Athabasca.

## Hommage
- Il est personne d'importance historique nationale depuis 1974.